# Kanton Boulogne-Billancourt-Sud
Kanton Boulogne-Billancourt-Sud (fr. Canton de Boulogne-Billancourt-Sud) je francouzský kanton v departementu Hauts-de-Seine v regionu Île-de-France. Tvoří ho pouze jižní část města Boulogne-Billancourt.